# Sirion
Pour les articles homonymes, voir Sirion (homonymie).
Le Sirion est un fleuve du légendaire de l'écrivain britannique J. R. R. Tolkien, présent surtout dans Le Silmarillion. Il était, au Premier Âge, le plus puissant fleuve de la région du Beleriand, qu'il divisait en deux parties Ouest et Est.

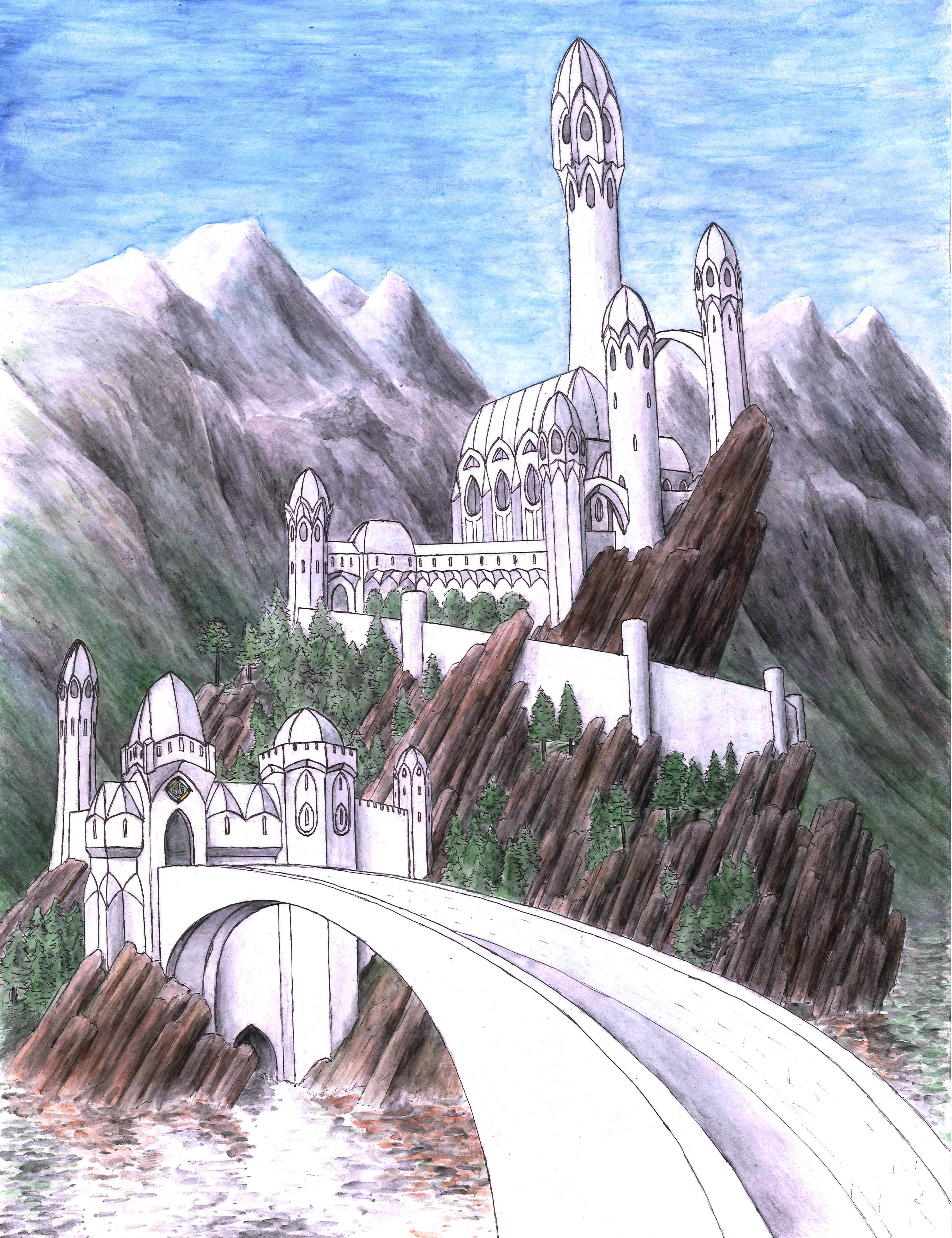
Dessin de Tol Sirion

Il prenait sa source à Eithel Sirion sur les contreforts de l'Ered Wethrin, longeant le bord ouest d'Ard-galen et recevant sur sa rive droite les eaux du Rivil dans les marais de Serech, avant de s'engager dans la vallée encaissée séparant Ered Wethrin de Dorthonion. Il y comportait une île fluviale appelée Tol Sirion. De là il coulait vers le sud sur 130 lieues avant de se jeter dans la baie de Balar en un delta appelé Bouches du Sirion. Il recevait de nombreux affluents, le Lithir, le Teiglin et le Narog sur sa rive droite, le Mindeb, l'Esgalduin et l'Aros sur sa rive gauche. Vers la moitié de son cours, après son confluent avec l'Aros, il s'attardait et se divisait en de nombreux chenaux dans les marais d'Aelin-uial, puis tombait en cascades au niveau d'une très longue rupture de pente appelée Andram et circulait trois lieues sous terre avant sa résurgence aux Portes du Sirion.
Deux forteresses furent bâties par les Ñoldor sur le cours du fleuve : Barad Eithel à sa source et Minas Tirith sur l'île de Tol Sirion, laquelle fut renommée Tol-in-Gaurhoth après qu'elle eut été prise par Sauron.
Le Sirion fut submergé avec la plus grande partie du Beleriand à la suite de la Guerre de la Grande Colère.